# Laos
Laos ili Lao, službeno Laoska Narodna Demokratska Republika, država je u jugoistočnoj Aziji, bez izlaza na more. Graniči na zapadu i jugu s Tajlandom, na zapadu s Burmom (Mijanmarom), na sjeveru s NR Kinom, na istoku s Vijetnamom i na jugu s Kambodžom.

## Povijest
Nakon propasti kraljevstva Nanzhao čije je središte bilo u južnoj Kini u 14. stoljeću na području Laosa uzdiglo se kraljevstvo Lan Xang koje je na svom vrhuncu bilo jedno od najvećih u jugoistočnoj Aziji. U 18. stoljeću većim dijelom Laosa zavladao je susjedni Tajland. U 19. stoljeću Francuska je postupno uključila Laos u svoj kolonijalni imperij.
Nakon neovisnosti Laos je postao kraljevinom. Rat u susjednom Vijetnamu prouzročio je političku nestabilnost (američke snage bombardirale su istočni Laos u kojem su djelovali gerilci Vijetkonga). Godine 1975. komunistički je pokret Pathet Lao zbacio kralja i proglasio narodnu republiku, te učvrstio veze s Vijetnamom. Iako su komunisti još uvijek na vlasti, gospodarstvo se postupno preoblikuje po tržišnom modelu.

## Zemljopis
Reljefom Laosa dominiraju planine (najviši vrh Phou Bia, 2817 m) i uzvisine koje zauzimaju sjever i istok zemlje. Nizine, u kojima živi većina stanovništva, nalaze se na zapadu uz rijeku Mekong i njene pritoke. Administrativno je podijeljen u 16 provincija (khoueng), 1 prefekturu (kampheng nakhon) i oblast glavnog grada (nakhon luang).

## Stanovništvo
Najbrojnija je etnička skupina narod Lao čiji je jezik blizak tajskom i koji žive uglavnom u nizinama uz rijeke. U planinskim i gorskim predjelima žive mnogobrojne manje etničke grupe od kojih su najpoznatiji Hmong koji vode gerilsku borbu protiv središnjih vlasti. Najzastupljenija religija je teravadski budizam 57,8 %, zatim tradicionalna vjerovanja 33,6 %, ateizam 4,8 % i ostalo 2,8 %

## Gospodarstvo
Usprkos gospodarskim reformama u zadnja dva desetljeća i visokom gospodarskom rastu Laos je još uvijek siromašna zemlja s nerazvijenom infrastrukturom. Glavna gospodarska aktivnost je poljoprivreda (uzgoj riže). Bruto domaći proizvod je u 2003. bio 1700 američkih dolara (USD) po stanovniku, mjereno po PPP-u.

## Vanjske poveznice
Sestrinski projekti
|  | Zajednički poslužitelj ima stranicu o temi Laos    |
|  | Zajednički poslužitelj ima još gradiva o temi Laos |
|  | Wječnik ima rječničku natuknicu Laos               |